# پرستودریایی جنوبگان
پرستودریایی جنوبگان (نام علمی: Sterna vittata) نام یک گونه از سرده پرستودریایی‌ها است.